# Rhaphidophora pertusa
Rhaphidophora pertusa là một loài thực vật có hoa trong họ Ráy (Araceae). Loài này được (Roxb.) Schott miêu tả khoa học đầu tiên năm 1857.